# Akira Hokuto
Hisako Uno Sasaki (佐々木 久子, Sasaki Hisako), née Uno (宇野?) le 13 juillet 1967, est une catcheuse japonaise plus connue sous le nom d'Akira Hokuto (北斗 晶, Hokuto Akira).
Elle commence sa carrière en 1985 à l'All Japan Women's Pro-Wrestling. Elle y devient triple championne par équipes de la World Women's Wrestling Association d'abord deux fois avec Suzuka Minami puis avec Mima Shimoda. Elle y est aussi championne All Pacific à deux reprises.
Dans la deuxième moitié des années 1990, elle part au Mexique puis aux États-Unis. Elle y remporte le championnat du monde du Consejo Mundial de Lucha Libre ainsi que le championnat féminin de la World Championship Wrestling.

## Carrière de catcheuse

### All Japan Women's Pro-Wrestling (1985-1998)
Uno commence à s'entraîner au dojo de l'All Japan Women's Pro-Wrestling (AJW) et fait son premier combat le 12 juin 1985. Elle impressionne le public de sa fédération et l'AJW la récompense en la désignant comme étant la rookie de l'année.
L'AJW décide de la mettre en valeur en 1986 en faisant d'elle la championne des poids lourd junior de l'AJW le 20 mars.

## Palmarès
- All Japan Women's Pro-Wrestling
  - AJW Junior Championship (1 fois)[2]
  - All Pacific Championship (2 fois)
  - WWWA World Tag Team Championship (4 fois)[2] avec Yumiko Hotta (1), Suzuka Minami (2) et Mima Shimoda (1)
  - Membre de l'AJW Hall of Fame (depuis 1998)
  - Japan Grand Prix (1993)

- Consejo Mundial de Lucha Libre
  - CMLL World Women's Championship (1 fois)[2]

- GAEA Japan
  - AAAW Tag Team Championship (1 fois) avec Mayumi Ozaki[2]

- World Championship Wrestling
  - WCW Women's Championship (première) (1 fois)[3]

- Wrestling Observer Newsletter
  - 5 Star Match (1993) (vs. Shinobu Kandori, le 2 avril)
  - Membre du Wrestling Observer Hall of Fame (depuis 2000)